# Pittsville (Wisconsin)
Pittsville è un comune degli Stati Uniti d'America, situato nello Stato del Wisconsin, nella contea di Wood.